# Luis Bajo
Luis Bajo (Aranda de Duero, Burgos, 19 de junio de 1964) es un actor de doblaje español. Ganador del Premio Take al Mejor Actor de Doblaje en Televisión de 2018. Es conocido por ser la voz habitual de actores como Charlie Sheen, Michael Keaton, Jeff Goldblum, William Fichtner, Cary Elwes, Alec Baldwin, Gil Bellows, etc.. 

## Biografía
A muy temprana edad se trasladó a Madrid, ciudad en la que sigue viviendo y en la que realizó trabajos como locutor y actor de doblaje de televisión, cine y videojuegos. Fue precisamente a finales de los años 80 cuando se incorporó a la actividad  del doblaje tras realizar un curso organizado por APADEMA (Asociación Profesional de Actores de Doblaje de Madrid), ya que la industria necesitaba nuevos profesionales debido a que no daban abasto con el famoso "boom" del vídeo y de las televisiones privadas.

## Carrera
Su registro de voz es grave (generando una coincidencia con su apellido) y es uno de los actores de doblaje más reconocidos del panorama español. Entre sus trabajos más destacados están: Mewtwo en Pokémon (serie de televisión), Brian Griffin en Padre de familia, Russell Crowe en L.A. Confidential, Jeff Goldblum en Independence Day, 
Mel Gibson en Braveheart, Bill Paxton en Un plan sencillo, Charlie Harper en Dos hombres y medio, BoJack Horseman en la serie de animación homónima. En videojuegos puso la voz de Sam Fisher en la saga Splinter Cell, en el juego Bejeweled Twist,
Draven en League of Legends, el comentarista de batallas en Pokémon Stadium y al Capitán Qwark en Rachet & Clank: La Película, aunque su historial es muy dilatado. Es voz habitual de actores como Charlie Sheen, Gil Bellows, Cary Elwes, Alec Baldwin, Jeff Goldblum, Michael Keaton, William Fichtner, Michael Biehn, James Denton, Vinnie Jones, David Morse, Chris Noth, Lambert Wilson, Billy Zane... Ha participado en más de 2000 doblajes. También presta su voz para la publicidad. Además, es la voz corporativa de TCM (España). También ha doblado a Tigger en la saga de Winnie the pooh.

## Doblajes
- Russ Cargill en  Los Simpson: la película
- Mewtwo en Pokémon (serie de televisión)
- Brian Griffin en Padre de Familia
- Mel Gibson como William Wallace en Braveheart
- BoJack Horseman en BoJack Horseman.
- Draven en League Of Legends.
- William Fitchner en 19 películas.
- Jeff Goldblum en 14 películas.
- Gendo Ikari en el doblaje de Netflix de Neon Genesis Evangelion y The End of Evangelion
- Gil Bellows en 12 películas.
- Charlie Sheen en 10 películas y las series de TV: Dos hombres y medio y Anger Management
- Capitán Qwark en la película de Ratchet & Clank (película)
- Sir Hammerlock en Borderlands 2.
- Jim Raynor en Starcraft 2, Heroes of the Storm y Starcraft: Remastered
- Sam Fisher, protagonista de la saga Splinter Cell
- Consejero Vandros en World of Warcraft: Legion
- Psycho en Crysis: 3
- Narrador en Pokemon Stadium
- Feran Sadri en The Elder Scrolls V: Skyrim
- Ethan Mars en Heavy Rain
- Teniente Hank Anderson en Detroit: Become Human
- La voz en  Bejeweled twist